# 汉斯-迪特尔·布吕歇特
汉斯-迪特尔·布吕歇特（德語：Hans-Dieter Brüchert，1952年8月18日—），德国男子摔跤运动员。他曾代表东德参加1976年夏季奥林匹克运动会摔跤比赛，获得男子自由式57公斤级银牌。